# Malvasia di Schierano
La malvasia di Schierano  est un cépage italien de raisins noirs de la grande famille de Malvasia.

## Origine et répartition géographique
Le cépage Malvasia di Schierano provient du nord de l’Italie.  
Il est classé cépage d'appoint en DOC Collina Torinese Malvasia et Malvasia di Castelnuovo Don Bosco.
Il est classé recommandé en province d'Asti et province de Turin dans la région du Piémont. En 1998, sa culture couvrait une superficie de 95 ha.

## Caractères ampélographiques
- Extrémité du jeune rameau duveteux, vert blanchâtre avec un liseré carminé.
- Jeunes feuilles aranéeuses, vert clair.
- Feuilles adultes, à 5 lobes avec des sinus supérieurs profonds en lyre étroite, un sinus pétiolaire en lyre plutôt fermée, des dents anguleuses, moyennes, en deux séries, un limbe glabre.

## Aptitudes culturales
La maturité est de troisième époque tardive: 35  jours après le chasselas.

## Potentiel technologique
Les grappes et les baies sont de taille moyenne. La grappe est tronconique et de compacité moyenne. Les vins sont parfois vinifiés en mélange avec le freisa. Vinifiée seule, la malvasia di Schierano donne un vin rouge au parfum aromatique douce.

## Synonymes
La malvasia di Schierano est connu sous le nom de malvasia di Castelnuovo don Bosco